# Émile Vandervelde
Émile Vandervelde (Ixelles, 25 de gener de 1866 - 27 de desembre de 1938), fou un advocat i polític belga, diputat des de 1894, dirigent de la Segona Internacional des de 1889 i ministre en diverses ocasions.
Va estudiar dret a la Universitat Lliure de Brussel·les, on es va doctorar en dret el 1885 i en ciències socials el 1888. Afiliat al Partit Obrer el 1886, en fou president de 1928 a 1938. De 1900 a 1918 va presidir l'Oficina Socialista Internacional. Elegit membre del Parlament Federal de Bèlgica el 1894, va ser ministre d'Estat (1914-1916) i d'Abastaments (1916-1917). Durant la revolució russa va prendre partit pels menxevics davant dels bolxevics. Al capdavant de la cartera de Justícia (1919-1921), va reformar el règim penitenciari. Va ser ministre d'Afers Exteriors (1925-7), sense cartera (1935) i de Sanitat (1936-1937), càrrec del qual va dimitir arran de l'escandalós assassinat de l'ambaixador belga a Espanya, Jacques de Borchgrave, en el transcurs de la Guerra Civil Espanyola.

## Obres
- Les associations professionelles d'artisans et d'ouvriers en Belgique (1892).
- L'Evolution industrielle et le collectivisme (1896).
- Le question agraire en Belgique (1897).
- Le Socialisme en Belgique (1898).
- L'Alcoolisme et les conditions de travail en Belgique (1899).
- Le propriété foncière en Belgique (1900).
- L'Exode rural et le retour aux champs (1903).
- Vive la Commune! (1903).
- Le collectivisme et l'évolution industrielle (1904).
- Le Socialisme et l'agriculture (1906).
- Les Crimes de la colonisation capitaliste (1906).
- Le Socialisme et la Religion (1908).
- Le socialisme agraire : ou Le collectivisme et l'évolution agricole (1908).
- Les derniers jours de l'État du Congo: Journal de voyage (Juillet Octobre, 1908) (1909).
- Le Belgique et le Congo: le passé, le présent, l'avenir, (1911).
- La Grève générale (1912)
- La Belgique envahie et le socialisme international (1917).
- Le Socialisme contre l'État (1918).
- Le Pays d'Israël (1929).
- À travers la révolution chinoise. Soviets et Kuomintang (1931).
- L'Alternative: capitalisme d'État ou socialisme démocratique (1933).
- Ce que nous avons vu en Espagne (1938).